# Jesús M. de Miguel Rodríguez
Jesús M. de Miguel Rodríguez (País Vasco, 1947), es un sociólogo español. Doctor en Ciencias Políticas por la Universidad Complutense y PhD en Sociología por la Yale University. Ha ocupado la Cátedra de Estudios Españoles Príncipe de Asturias en la Georgetown University, Washington D. C.. Actualmente es catedrático de Sociología, en el Departamento de Sociología y Análisis de las Organizaciones, de la Universidad de Barcelona. Representa a España en el comité de Ciencias Sociales del European Cooperation in the Field of Scientific and Technical Research, en la Comisión Europea en Bruselas. Es director del grupo de investigación sociológica GRS, en la Universidad de Barcelona. Miembro de la International Visual Sociology Asssociation.

## Biografía
Ha sido profesor en las universidades de Georgetown y Berkeley e investigador en Yale University, Stanford University, University of California San Diego, University of Maryland, University of Arizona, University of Adelaide (Australia), y Universidad de Hosei (Tokio, Japón) entre otras. Investigador del Consejo de Europa y de la Organización Mundial de la Salud y ha sido fellow de la Fundación Rockefeller en el Bellagio Center. Sus investigaciones han sido financiadas por instituciones como Fundación Ford, American Council of Learned Societies, Social Science Research Council, British Council, Gobierno Francés, Fundación Juan March, Comisión Fulbright, Fundación La Caixa, Fundación Argentaria y Fundación Foessa entre otras.
Representante español en el programa COST de la Unión Europea. Ha sido durante cuatro años gestor del programa nacional PSBS del Plan Nacional I+D, miembro de la CTT de la UB, editor de Social Science and Medicine, del editorial board de Health Promotion, Health for All in Europe, del comité ejecutivo de la European Society of Medical Sociologists, y miembro del Comité Consultor para la Investigación Médica en la Región Europea de la OMS.
Ha sido tres años asesor permanente del Ministro de Sanidad y Consumo. Miembro del Comité de Expertos de la Diputación de Barcelona, del Consell Municipal del Medi Ambient de Barcelona, y del Consejo General del Insalud.
En octubre del 1993, El País narraba que 60 catedráticos y profesores de la facultad de Económicas habían reclamado al rector por carta la destitución de Jesús de Miguel, que entonces era jefe de estudios de la licenciatura de sociología y había presidido el tribunal de un concurso de cátedra que fue anulado por irregularidades. En la misiva, los académicos expresaban su "indignación y vergüenza" por el hecho que de Miguel hubiese apoyado por carta a uno de los candidatos de una forma que los críticos tachaban de “impropia”, según recogía el rotativo.
Fue investigado por el fiscal a causa de delitos de acoso sexual del curso 2007/08, la denuncia y su investigación se llevó a cabo en el curso 2011/2012, por lo cual los delitos ya habían prescrito y pese a quedar confirmada la veracidad de los hechos no se le pudo encausar. Actualmente sigue investigando en la Universidad de Barcelona pero sin impartir docencia.

## Cargos
- Director de la colección Cuadernos Metodológicos.
- Comisión del FIS.
- Del consejo asesor de Revista Española de Investigaciones Sociológicas, Revista de Sanidad e Higiene, Gaceta Sanitaria, Current Anthropology, Policlínica.
- Referente técnico de la Comisión de Investigación de la World Psychiatric Association. Miembro de dos research committees de la lSA desde 1972.
- Ha pertenecido al consejo editorial de Contemporary Sociology.

## Publicaciones
Ha publicado más de cincuenta libros y cerca de ciento cincuenta artículos profesionales en español y en inglés. Entre los libros destacan Sociology in Spain (Sage 1979), Políticas de población (con Juan Díez Nicolás, en Fontanella 1985), El mito de la sociedad organizada (Península 1991), Estructura y cambio social en España (Alianza Editorial 1998). Es coautor del libro Excelencia: Calidad de las universidades españolas (CIS 2001), y Sociología Visual (2002).

## Premios
Ha obtenido diez premios nacionales, entre ellos destacan el Premio Nacional de Investigación en Ciencias Sociales en 1982, el Primer Premio de Ensayo del País Vasco en dos oportunidades y el Premio internacional "Prince of Asturias Chair" en 1999.

## Obras publicadas
- Sociología visual, Jesús M. de Miguel y Carmelo Pinto. Madrid : Centro de Investigaciones Sociológicas: Siglo XXI de España, 2002.[9]
- El Mito de la sociedad organizada, Jesús M. de Miguel. Barcelona:  Península, 1990.[8]
- Políticas de población, Jesús M. de Miguel y Juan Díez Nicolás. Madrid : Espasa-Calpe, 1985.
- La Amorosa dictadura, Jesús M. de Miguel. Barcelona: Anagrama, 1984.